# Digital Millennium Copyright Act

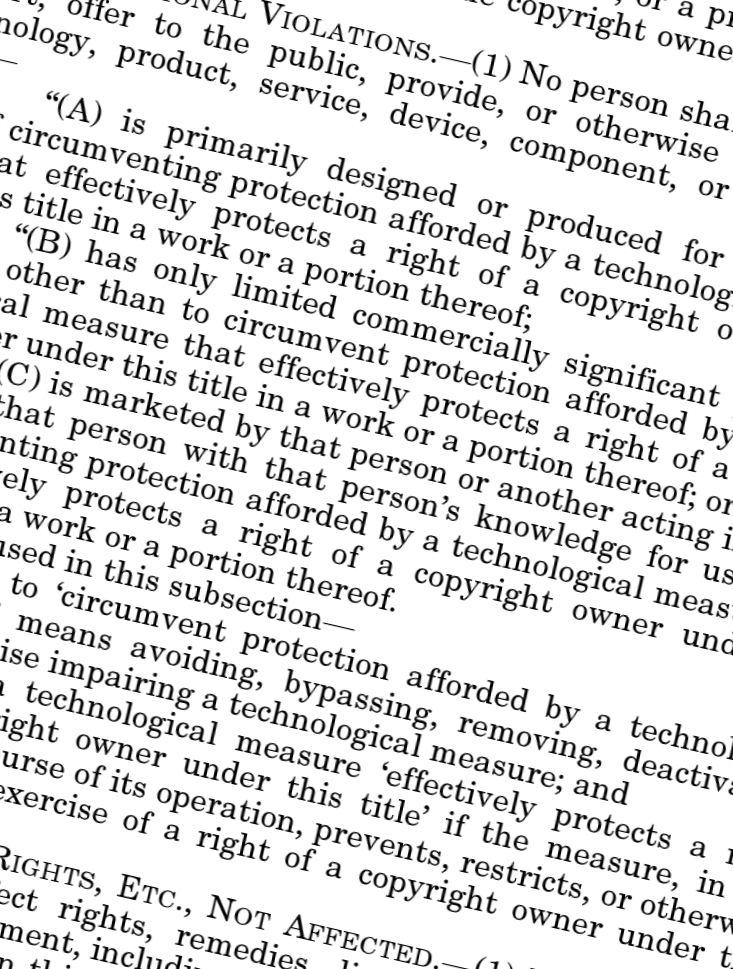
Ausschnitt aus dem Digital Millennium Copyright Act

Der Digital Millennium Copyright Act (DMCA) ist ein Gesetz der Vereinigten Staaten von Amerika, das den WIPO-Urheberrechtsvertrag von 1996 in nationales Recht umsetzt, über die darin für alle Vertragsstaaten vorgeschriebenen Schutzstandards aber noch hinausgeht.

## Beschreibung
Es schafft eine rechtliche Basis für die juristische Verfolgung von Urheberrechtsverletzungen im Internet. Für den Beschluss dieses Gesetzes warben intensiv der Musikindustrieverband Recording Industry Association of America (RIAA) und die Filmproduzentenvereinigung Motion Picture Association of America (MPAA), deren Rechte als Copyright-Inhaber dadurch erweitert wurden. Der DMCA versucht die neuen Verhältnisse zu regeln, die sich aus der Möglichkeit ergeben, durch digitale Reproduktion exakte Kopien zu erstellen. Es kriminalisiert die Produktion und Verbreitung von Technologien, Geräten oder Diensten, die Zugriffsbeschränkungen (wie Digitale Rechteverwaltung, DRM) auf kopiergeschützte Werke umgehen (also „den Kopierschutz knacken“), auch wenn dabei das Copyright selbst gar nicht verletzt wird. Es verschärft zudem die Strafen für Copyright-Verletzungen im Internet.
Am 28. Oktober 1998 unterzeichnete Präsident Bill Clinton den am 8. Oktober durch den Senat der Vereinigten Staaten verabschiedeten Digital Millennium Copyright Act. Das Gesetz bietet eine Basis für zum Teil hitzige Diskussionen, denn es wird unter anderem die Möglichkeit geschaffen, private Daten ohne Gerichtsurteil oder Klage einzufordern.
Am 22. Mai 2001 wurde in der Europäischen Union mit der Richtlinie 2001/29/EG Ähnliches verabschiedet.

## Anwendungsfälle
Der DMCA wurde zum Gegenstand mehrerer Auseinandersetzungen. Viele Firmen benutzen den DMCA als erweitertes Patent ohne Möglichkeit auf Lizenzen und ohne zeitliche Beschränkung.

### Gerichtsverfahren
- Lexmark hat im Dezember 2002 gegen Static Control Components (SCC) geklagt, da sie Kartuschen hergestellt haben, die in Lexmark-Druckern funktionierten. Dazu musste SCC einen Chip in die Kartusche einbauen, der sich genauso wie bei Originalkartuschen verhielt. Lexmark unterlag im Jahr 2004 in einem Berufungsverfahren.[4]
- Epson stellt seit längerem ebenfalls Kartuschen mit Chips her. Andere Anbieter liefern deshalb keine Kartuschen für neuere Epson-Drucker aus.
- Die DVD Copy Control Association hat mit Berufung auf den DMCA am 17. Januar 2000 eine einstweilige Verfügung gegen Webseiten erwirkt, die DeCSS-Programme anboten oder Weblinks darauf setzten. DeCSS wurde entwickelt, um CSS-geschützte DVDs auf Linux und anderen Betriebssystemen abzuspielen. Der DMCA erwähnt so etwas als Ausnahme, nämlich zum Zweck des Reverse Engineerings. Das Gerichtsverfahren gegen den Entwickler von DeCSS, Jon Lech Johansen, endete mit einem Freispruch.
- Modchips für die Spielekonsole Xbox werden auf Basis des DMCA verboten und ihre Hersteller verfolgt, da man auf diese Weise den Kopierschutz der Spiele aushebeln kann. Derartige Modifikationen werden aber auch verwendet, um auf einer Xbox das Betriebssystem Linux zu installieren und die Möglichkeiten der Xbox zu erweitern. Das fiele eigentlich auch unter die Ausnahme des Reverse Engineerings.
- Im Januar 2003 verklagte die Chamberlain Group die Firma Skylink, weil sie einen kompatiblen Garagentoröffner in Form einer Fernbedienung herstellte und vertrieb. Chamberlain verlor jedoch am 29. August 2003. Obwohl der Kopierschutz durch Skylink gebrochen wurde, hat der Garagentorbesitzer nach Ansicht des Gerichtes ein Recht, in seine Garage zu gelangen, selbst wenn er die Fernbedienung verloren hat.
- Für Aufsehen sorgte auch der Prozess gegen Dmitri Skljarow. Adobe hatte ihn wegen Verstoßes gegen den DMCA angezeigt, da er für eine russische Firma den Kopierschutz eines E-Book-Formats geknackt hatte. Kurz vor seiner geplanten Ausreise aus den Vereinigten Staaten wurde er verhaftet. Im Dezember 2003 endete sein Prozess ebenfalls mit einem Freispruch.
- Im Wahlkampf für das US-Präsidentenamt 2008 versuchte John McCain vergeblich, das von ihm zuvor unterstützte Gesetz zu umgehen, um Wahlkampfvideos auf der Online-Videoplattform YouTube zu veröffentlichen.
- Im Rechtsstreit zwischen Rapidshare und dem Online-Erotikmagazin Perfect 10 versuchte Rapidshare, sich auf den DMCA zu berufen, um in den Genuss der „Safe Harbor“-Regelung (§ 512 (d) des DMCA) zu kommen. Dieses wies Richterin Huff allerdings aus formalen Gründen zurück, da Rapidshare es versäumt hatte, einen Ansprechpartner für das US Copyright Office zu nennen.[5]

### Auswirkungen des DMCA
- Der Hersteller der Kamera GoPro verwarnte unter Berufung auf den Digital Millennium Copyright Act eine Internetseite. Es wurde gefordert die Verwendung der Markenbezeichnungen 'GoPro' und 'Hero' in einer Kritik/Besprechung der so bezeichneten Kamera zu unterlassen und den Artikel zu entfernen. Andernfalls werde die Firma den Service Provider benachrichtigen und die Löschung einfordern.[6]
- Der Internet-Suchmaschinenbetreiber Google Inc. hat aufgrund von Behauptungen von Scientology, eine Seite eines Scientology-Kritikers verletze ihre Rechte gemäß dem DMCA, prompt diese Seite kommentarlos und ungeprüft aus ihrem Index entfernt. Kritiker sprachen von Zensur.
- Aufgrund von im Mai 2008 erhobenen Behauptungen der Kirche Jesu Christi der Heiligen der Letzten Tage (Mormonen) gegenüber der Wikimedia Foundation, ein Link in einem Wikinews-Artikel auf eine Seite von WikiLeaks verletze ihre Rechte gemäß dem DMCA, entfernte ein Wikinews-Administrator umgehend den betreffenden Link.[7]

### Gesetzestexte
- Gesetzestext  (englisch)
- Wortlaut des DMCA (Memento vom 24. August 2000 im Internet Archive)  (englisch)
- Copyright Law of the United States of America (Library of Congress)  (englisch)
- Section 1201(a)(1) title 17, United States Code Rulemaking on Anticircumvention (Library of Congress)  (englisch)
- Chapter 12 Copyright Protection and Management Systems (Library of Congress)  (englisch)

### Weitere Links
- Bericht der Electronic Frontier Foundation: Unintended Consequences: Twelve Years under the DMCA (März 2010, engl.)
- Lexmark wins injunction in DMCA case  (englisch)
- Kommentar von Edward Felten zum Garagentür-Prozess  (englisch)